# Château des Aguzaderas
Le château des Aguzaderas ou château de las Aguzaderas est une forteresse espagnole située en Andalousie sur la commune du Coronil. Elle aurait été construite par les maures. Sa fondation initiale date du XIVe siècle puis elle a été modifiée aux XVe et XVIe siècles.

## Description
La forteresse présente l’aspect typique des édifices militaires régionaux de cette époque, mais, au lieu d'être située sur une élévation, elle se trouve au creux d’une vallée. En effet, à l’époque de la Reconquista, sa fonction était de défendre la source des Aguzaderas qui se trouvait sur la ligne frontière avec le pays mauresque. 
Un ensemble de six tours entouraient la fontaine et assurait la défense de façon efficace : la tour de Cote, du Bollo, de Lopera, de l’Águila, d’Alocaz et de Llado.
Le bâtiment a été totalement restauré dans les années soixante par le ministère de la Culture. Aujourd’hui, le château est utilisé ponctuellement comme lieu de concert ; tous les étés on y donne le spectacle «La nuit du flamenco».

## Protection
Les travaux réalisés par Feliciano Candau et le duc de Medinaceli sont à l’origine du classement au titre de bien d'intérêt culturel. Celui-ci date du 12 février 1923 et a été publié dans la Gaceta de Madrid.